# Batalla de Bougafer

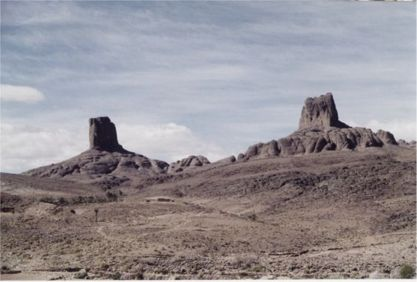
Monte de Saghro en el alto Atlas: teatro de las operaciones militares coloniales

La batalla de Bougafer o batalla de Saghro, tuvo lugar el 13 de febrero de 1933 en Marruecos y donde se enfrentaron las fuerzas coloniales francesas a los combatientes de las tribus amazig de Ait Atta dentro de la pacificación de Marruecos.
Atrincherados en las montañas de Bougafer al sur de Jbel Saghro, las tribus de Ait Atta resistieron durante más de cuarenta días y no se rindieron tras los bombardeos aéreos de la aviación francesa estacionada en Uarzazat y a un severo bloqueo. El capitán francés Henry de Bournazel (conocido como «El Hombre de Rojo» o el «El Caballero de Rojo» debido al color de su túnica) y que había destacado por combates excepcionales durante varias batallas en Marruecos (como la de El Mares en mayo de 1923 en Imouzzer Marmoucha), murió en combate.

## Desarrollo
Esta contrarespuesta ya se conocía con las tentativas de intimidación en particular por parte del Thami El Glaoui, gran caïd del Atlas oriental en 1918, pero fueron en vano, ya que los recursos de la resistencia estaban lejos de ser aniquilados. En Bougafer, Francia desplegó 80.000 soldados para acabar con este último bastión disidente e irreductible de los Ait Atta.